# César Debaets
Pour les articles homonymes, voir Debaets.
César Debaets, né le 16 juin 1891 à Courtrai et mort le 20 novembre 1974 à Gand, est un coureur cycliste belge. César Debaets est l'un des coureurs de six jours le plus titrés des années 1920.

## Biographie
César Debaets a une sœur et sept frères dont quatre : Michel,, Gaston, Gérard et Arthur ; sont également coureurs,,.
César Debaets grandit dans l’ombre de son frère Michel qui, à l’aide de la bicyclette, gagne de l'argent et est devenu très célèbre dans tous le pays. À ses débuts, mécanicien et marchand de vélo, César soigne son frère ainé Michel. Dès l’âge de 16 ans, César se met également a courir. Michel lui donne d’ailleurs tous les conseils dont il peut avoir besoin. Il court les courses de kermesses. Premières années où les succès obtenus, dans les catégories inferieures, laissent prévoir que le cadet sera digne de l’aîné. Puis c’est la guerre…
Après la guerre, César Debaets reprend son vélo. Il remplace Michel, qui a renoncé et s’en est allé chercher fortune aux États-Unis. Il participe au Tour de Belgique en 1919 et fait 3e dans la 2e étape, puis il se tourne vers la piste et court des américaines et des courses de six jours. Il fait partie du  fameux team des « Flandriens » qui, pendant des années, sur toutes les pistes d’Europe, accumulent les succès dans les courses à l’américaine. Il est parmi les premiers coureurs cyclistes flamands à se rendre aux États-Unis pour courir.  
Dès 1920, il devient l’associé d’Aloïs Persyn. Ils prennent une seconde place aux Six Jours de New York. Il prend le départ des six jours de Paris 1921, avec Aloïs Persyn mais ils abandonnent. Il connaît son premier succès en six jours en triomphant à Bruxelles en 1923, associé à Jules Van Hevel. Il triomphe aux Six Jours de Gand en 1925 et en 1926, la première fois avec Van Hevel, la seconde avec Thollembeek. Entre temps, en 1924 participant à ceux de Paris, il forme en cours de route équipe avec Brocco et tous deux se classent seconds. 
Il entraine aussi son frère  Gérard.
En décembre 1928, il court les six jours de Chicago organisé par Willie Spencer, dissident de la National Cycling Association.
César Debaets est particulièrement admiré pour son style élégant. Il remporte 200 victoires au cours de sa carrière mais subit de nombreuses blessures dues à des chutes, dont neuf fractures de l'épaule,, deux fractures du crâne, et sept côtes cassées, ainsi qu'un empoisonnement du sang.
De 1932 à 1964, il dirige l'« Hôtel Albert » à Gand,.

## Palmarès
- 1920
  - 2e des Six Jours de New York avec Aloïs Persyn[14]

- 1922
  - 3e des Six Jours de Chicago avec Aloïs Persyn

- 1923
  - Six Jours de Bruxelles avec Jules Van Hevel

- 1924
  - 2e des Six Jours de Paris avec Maurice Brocco

- 1925
  - Six jours de Gand avec Jules Van Hevel
  - 3e des Six Jours de Berlin avec Emile Thollembeek
  - 3 heures de Gand avec Marcel Buysse[15]

- 1926
  - Six Jours de Gand avec Emile Thollembeek[16]

- 1927
  - 3e des Six Jours de Bruxelles avec Henri Stockelynck[17]

- 1928
  - 3e des Six Jours de Chicago avec Georges Dempsey